# Sinagoga Caraíta de Járkov
La Sinagoga Caraíta de Járkov (en ucraniano: Харківська кенаса) es un lugar de culto judío caraíta (kenesa) ubicado en la ciudad de Járkov, Ucrania.

## Historia
La presencia caraíta está atestiguada ya en 1853, pero la construcción de la sinagoga fue aprobada en 1873 y comenzó en 1891 según los planos del arquitecto Borís Pokrovski.
La comunidad caraíta fue disuelta por las autoridades soviéticas en 1929 y el club-museo se instaló en el edificio de la kenesa. Posteriormente, el edificio albergó una organización de transporte. Durante la época soviética, el aspecto del edificio sufrió cambios: el espacio interior se dividió en dos plantas, por lo que se cambió la forma de las ventanas y se añadieron ventanas en el segundo piso, desaparecieron las Tablas de la Alianza que adornaban la cornisa, así como la valla que rodea el edificio.
El edificio fue devuelto a la comunidad caraíta en 2006. 
La sinagoga resultó dañada el 31 de marzo de 2022 durante la invasión rusa de Ucrania.

## Galería

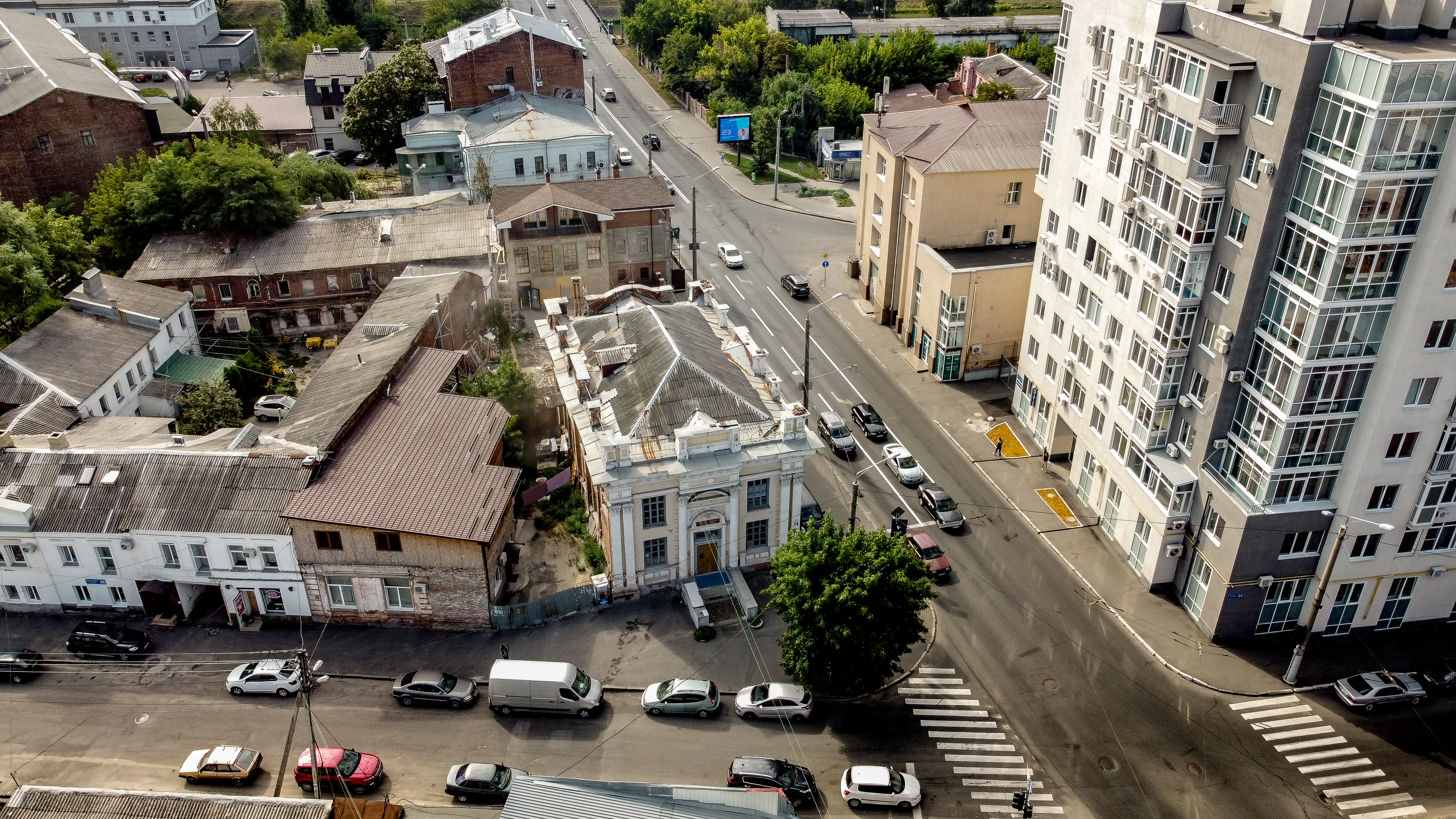
Vista aérea de la kenesa
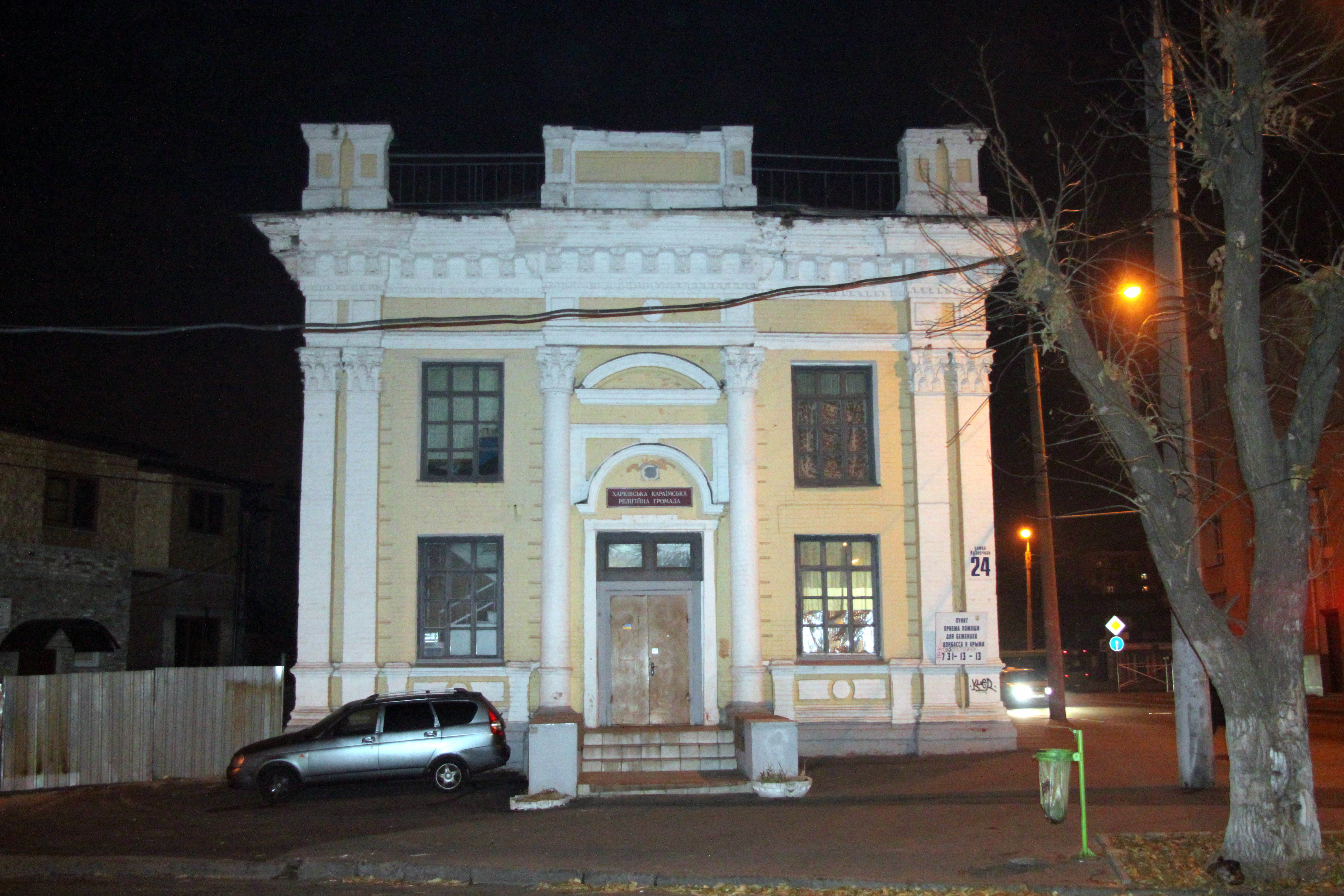
Vista frontal de la sinagoga